# Brian Kirk
Brian Kirk (Armagh, Irlanda del Norte; 1968) es un director de televisión norirlandés. Ha dirigido episodios de series de televisión como Los Tudor y series estadounidenses como Dexter (2009) y Boardwalk Empire (2010). También dirigió el telefilme My Boy Jack, protagonizado por Daniel Radcliffe y basado en la obra del mismo nombre.